# Chimarra froehlichi
Chimarra froehlichi är en nattsländeart som beskrevs av Oliver S. Flint Jr. 1998. Chimarra froehlichi ingår i släktet Chimarra och familjen stengömmenattsländor. Inga underarter finns listade i Catalogue of Life.